# Enterographa
Enterographa is een geslacht van schimmels behorend tot de familie Roccellaceae.

## Soorten
Volgens Index Fungorum telt het geslacht 110 soorten (peildatum april 2022):
| Soortnaam                                        | Auteur(s)                                | Publicatiejaar |
| ------------------------------------------------ | ---------------------------------------- | -------------- |
| Enterographa affinis                             | Müll. Arg.                               | 1882           |
| Enterographa albinea                             | (Nyl.) C.W. Dodge                        | 1968           |
| Enterographa albopunctata                        | Sparrius                                 | 2004           |
| Enterographa aldabrensis                         | Sparrius                                 | 2009           |
| Enterographa angustissima                        | (Vain.) R. Sant.                         | 1952           |
| Enterographa atacamensis                         | C.W. Dodge                               | 1967           |
| Enterographa bagliettoae                         | Seavey & J. Seavey                       | 2017           |
| Enterographa bartlettii                          | Sérus.                                   | 1984           |
| Enterographa batistae                            | Lücking & Sérus.                         | 1998           |
| Enterographa bella                               | R. Sant.                                 | 1952           |
| Enterographa bengalensis                         | Jagad. Ram, G.P. Sinha & Kr.P. Singh     | 2008           |
| Enterographa bradleyana                          | Seavey & J. Seavey                       | 2014           |
| Enterographa brezhonega                          | Sparrius & Aptroot                       | 2007           |
| Enterographa byssoidea                           | Lücking                                  | 1991           |
| Enterographa carassensis                         | (Vain.) Redinger                         | 1938           |
| Enterographa caudata                             | Seavey & J. Seavey                       | 2014           |
| Enterographa chilense                            | Zahlbr.                                  | 1968           |
| Enterographa chiodectonoides                     | M. Cáceres & Lücking                     | 2007           |
| Enterographa compactula                          | (Nyl.) Redinger                          |                |
| Enterographa compunctula                         | (Nyl.) Redinger                          | 1938           |
| Enterographa confusa                             | Ertz & Van den Broeck                    | 2018           |
| Enterographa crassa (Grauwe runenkorst)          | (DC.) Fée                                | 1825           |
| Enterographa cretacea                            | P.M. McCarthy & Elix                     | 2016           |
| Enterographa cyclocarpa                          | (Zahlbr.) Redinger                       | 1938           |
| Enterographa deslooveri                          | Sérus.                                   | 1995           |
| Enterographa diederichiana                       | Ertz                                     | 2009           |
| Enterographa divergens                           | (Müll. Arg.) Redinger                    | 1939           |
| Enterographa dokdoensis                          | S.Y. Kondr., Lőkös, B.G. Lee & Hur       | 2020           |
| Enterographa durieui                             | (Mont.) Redinger                         |                |
| Enterographa elaborata                           | (Lyell ex Leight.) Coppins & P. James    | 1979           |
| Enterographa elixii                              | Sparrius                                 | 2004           |
| Enterographa epigraphis                          | Etayo & Sipman                           | 2017           |
| Enterographa epiphylla                           | (Sérus.) Ertz, Diederich & Sparrius      | 2005           |
| Enterographa falcata                             | Lücking & V. Wirth                       | 2003           |
| Enterographa fauriei                             | Zahlbr.                                  | 1944           |
| Enterographa fellhaneroides                      | Yeshitela, Eb. Fisch., Killmann & Sérus. | 2009           |
| Enterographa flotowii                            | A. Massal.                               | 1860           |
| Enterographa foliicola                           | Matzer & Lücking                         | 1996           |
| Enterographa fraterculans                        | Müll. Arg.                               | 1882           |
| Enterographa frustulosa                          | (Kremp.) Müll. Arg.                      | 1887           |
| Enterographa galactina                           | (Zahlbr.) Redinger                       | 1938           |
| Enterographa gelatinosa                          | (Stirt.) Redinger                        | 1938           |
| Enterographa germanica                           | (A. Massal.) A. Massal.                  | 1860           |
| Enterographa glaucotremoides                     | Aptroot & M. Cáceres                     | 2018           |
| Enterographa graphioides                         | Cromb.                                   |                |
| Enterographa hainanensis                         | B. Gao & J.C. Wei                        | 2009           |
| Enterographa hutchinsiae (Gestreepte runenkorst) | (Leight.) A. Massal.                     | 1860           |
| Enterographa incognita                           | Ertz & Tehler                            | 2014           |
| Enterographa insulana                            | Tav.                                     | 1952           |
| Enterographa inthanonensis                       | Sparrius                                 | 2007           |
| Enterographa italica                             | B. de Lesd.                              | 1932           |
| Enterographa johnsoniae                          | Seavey & J. Seavey                       | 2017           |
| Enterographa kalbii                              | Sparrius                                 | 2004           |
| Enterographa keylargoensis                       | Seavey & J. Seavey                       | 2017           |
| Enterographa kinabaluensis                       | Sparrius & Kalb                          | 2020           |
| Enterographa lactea                              | Müll. Arg.                               | 1882           |
| Enterographa lecanoracea                         | Sipman                                   | 2011           |
| Enterographa lecanoroides                        | R.C. Harris                              | 1990           |
| Enterographa leiosticta                          | (Nyl.) Redinger                          | 1938           |
| Enterographa leucina                             | (Nyl.) A. Massal.                        | 1860           |
| Enterographa leucolyta                           | (Nyl.) Redinger                          | 1938           |
| Enterographa lichexanthonica                     | M. Cáceres & Aptroot                     | 2017           |
| Enterographa littoralis                          | Sipman & Sérus.                          | 1995           |
| Enterographa lueckingii                          | Kalb                                     | 2001           |
| Enterographa mazosiae                            | R. Sant. ex Matzer & R. Sant.            | 1996           |
| Enterographa meklitiae                           | Yeshitela, Eb. Fisch., Killmann & Sérus. | 2009           |
| Enterographa membranacea                         | P.M. McCarthy & Elix                     | 2018           |
| Enterographa mesomela                            | Sparrius, Saipunk. & Wolseley            | 2006           |
| Enterographa micrographa                         | (Nyl.) Redinger                          | 1938           |
| Enterographa multilocularis                      | (Müll. Arg.) Sparrius                    | 2004           |
| Enterographa multiseptata                        | R. Sant.                                 | 1952           |
| Enterographa murrayana                           | Seavey & J. Seavey                       | 2013           |
| Enterographa nicobarica                          | Jagad. Ram                               | 2016           |
| Enterographa nitidula                            | Seavey & J. Seavey                       | 2014           |
| Enterographa olivacea                            | (Fée) Müll. Arg.                         | 1887           |
| Enterographa oregonensis                         | Sparrius & Björk                         | 2008           |
| Enterographa osagensis                           | C.A. Morse                               | 2013           |
| Enterographa pallidella                          | (Nyl.) Redinger                          | 1938           |
| Enterographa paruimae                            | Sipman                                   | 2016           |
| Enterographa perez-higaredae                     | Herrera-Camp. & Lücking                  | 2002           |
| Enterographa pernambucensis                      | Bat.                                     | 1999           |
| Enterographa pertusarioides                      | Groenh. ex Sparrius                      | 2004           |
| Enterographa pitardii                            | (B. de Lesd.) Redinger                   | 1938           |
| Enterographa praepallens                         | (Nyl.) Redinger                          | 1938           |
| Enterographa pseudorufescens                     | (B. de Lesd.) Redinger                   | 1938           |
| Enterographa punctata                            | Ertz & Diederich                         | 2005           |
| Enterographa quassiicola                         | Fée                                      | 1825           |
| Enterographa reticulata                          | P.M. McCarthy                            | 2022           |
| Enterographa rotundata                           | M. Cáceres, E.L. Lima & Aptroot          | 2013           |
| Enterographa rufescens                           | (Vain.) Redinger                         | 1938           |
| Enterographa seawardii                           | Lücking & Henssen                        | 2004           |
| Enterographa serusiauxii                         | Lebreton & Aptroot                       | 2020           |
| Enterographa seychellensis                       | Vězda & Ceni                             | 2000           |
| Enterographa sipmanii                            | Sparrius                                 | 2004           |
| Enterographa sorediata                           | Coppins & P. James                       | 1979           |
| Enterographa stellulata                          | (Fée) A. Massal.                         | 1860           |
| Enterographa subcervina                          | (Zahlbr.) Ertz                           | 2009           |
| Enterographa subgelatinosa                       | (Stirt.) Redinger                        | 1938           |
| Enterographa subquassiicola                      | M. Cáceres & Lücking                     | 2007           |
| Enterographa syncarpum                           | (Zahlbr.) Asahina                        | 1964           |
| Enterographa tanzanica                           | Kalb                                     | 2001           |
| Enterographa tropica                             | Sparrius                                 | 2004           |
| Enterographa vanderbylii                         | (Zahlbr.) Redinger                       | 1938           |
| Enterographa verrucarioides                      | (Fée) Müll. Arg.                         | 1885           |
| Enterographa vezdae                              | Sparrius                                 | 2004           |
| Enterographa wijesundarae                        | Weerakoon & Aptroot                      | 2016           |
| Enterographa zaborskiana                         | (M. Choisy & Werner) Egea & Torrente     | 1989           |
| Enterographa zephyri                             | Sparrius                                 | 2004           |
| Enterographa zonata (Rossige runenkorst)         | (Körb.) Källsten ex Torrente & Egea      | 1989           |
| Enterographa zwackhii                            | A. Massal.                               | 1863           |